# Giuliano Dacij
Giuliano Dacij al secolo Giovanni (in ucraino Юліян Іван Дацій?; Korelyči, 27 giugno 1863 – Ternava, 22 febbraio 1947) è stato un presbitero ucraino appartenente all'Ordine basiliano di San Giosafat, fondatore delle Suore Mirofore.

## Biografia
Dopo gli studi ginnasiali entrò nel 1882 nel noviziato dei Basiliani di S. Giosafat, appena riformato da Leone XIII (maggio 1882), emise i primi voti nel 1884 e la professione solenne il 24 giugno 1887. Fu il primo sacerdote a essere ordinato (18 luglio 1887) dopo la riforma dell'Ordine. Si dedicò alle missioni popolari, fu un propagatore della devozione al Sacro Cuore di Gesù e dal 1890 superiore in diversi monasteri dell'Ordine nonché scrittore di talento.
Nel 1914 fondò nuova congregazione a Krystynopil, ove già esisteva il noviziato delle Ancelle della Beata Vergine Maria Immacolata, fondate nel 1892 dal suo confratello p. Geremia Lomnyc'kyj. La prima guerra mondiale non gli permise però di proseguire nel suo intento di formare una speciale congregazione femminile per l'adorazione perpetua del SS. Sacramento tra gli Ucraini di rito orientale. Egli riprese la sua opera nel 1920 nel monastero basiliano di Pidhirci, ceduto per la durata di 12 anni dall'Ordine per la formazione e definitiva sistemazione della congregazione delle Mirofore. Nel 1932 il p. Dacij sottopose la sua opera alla cura di mons. Gregorio Chomyšyn, vescovo di Stanyslaviv (Stanislapoli), che trasferi le Mirofore in una casa appositamente costruita a Bohorodčany e si prodigò per assicurare alla nascente congregazione la direzione spirituale e l'assistenza economica. Il p. Dacij poté così ritirarsi nel monastero basiliano di Lavriv e poi di Dobromyl.
Il 31 ottobre 1946 dai sovietici viene espulso dal monastero e si trasferì a Ternava (presso Dobromyl), dove morì il 22 febbraio 1947.